# Enrica von Handel-Mazzetti
Enrica von Handel-Mazzetti (Viena, 10 de enero de 1871-Linz, 8 de abril de 1955) fue una poeta y escritora austríaca, conocida por escribir novelas históricas, en particular La pobre Margarita.

## Vida
Enrica Freifrau von Handel-Mazzetti nació en Viena en 1871 y su padre, el barón Heinrich Hypolith de Handel-Mazzetti, murió cuatro meses antes de que ella naciera. Recibió una buena educación en el convento de Sankt Pölten, estudió historia, literatura e idiomas, aunque su educación religiosa fue predominante en sus primeras obras literarias. En 1895 fue empleada y redactora del Wiener Zeitung. El éxito le vendrá entrado el siglo XX con obras históricas ubicadas en la época de la Contrarreforma y dentro del ambiente religioso. Entre sus obras históricas se encuentran Meinrad Helmpergers denkwürdigues Jahr (El año memorable de Meinrad Helmperger) del año 1900, Stephana Schwertner del año 1910 y Die arme Margaret, ein Volksroman aves dem alten Steyr (La pobre Margarita, una novela popular del viejo Steyr) del mismo año.
Después de la muerte de su madre, se fue a vivir con un tío soltero, el barón Anton von Handel-Mazzetti, en Steyr en 1901. Su primo era el botánico Heinrich von Handel-Mazzetti. Se mudó con su tío a Linz cuando éste fue ascendido en 1911. Esto fue en medio de su período más productivo, cuando sus libros se publicaban por entregas en revistas, además de publicarse y recibirse con entusiasmo.
Con la promulgación de la Ley de Abolición de la Nobleza tomó el nombre de Enrica Handel-Mazzetti. Permaneció en Linz por el resto de su vida, en particular uniéndose a una protesta contra la quema de libros en 1933. Al año siguiente estuvo a punto de morir a causa de una enfermedad ocular intratable.
Cuando 25 miembros del PEN Club aprobaron una resolución para protestar por la quema de libros en la Alemania nazi, Enrica von Handel-Mazzetti y otros autores nacionalistas, racistas y católicos no estuvieron de acuerdo y abandonaron el Club.
Enrica von Handel-Mazzetti era miembro de la Cámara de Literatura del Reich (parte de la Cámara de Cultura del Reich).
Su trabajo no fue alentado por el régimen nazi, aunque ella permaneció en Linz, excepto cuando el bombardeo fue severo y se mudó brevemente a Elisabethinen en 1944.
Handel-Mazzetti murió en Linz en 1955.

## Legado

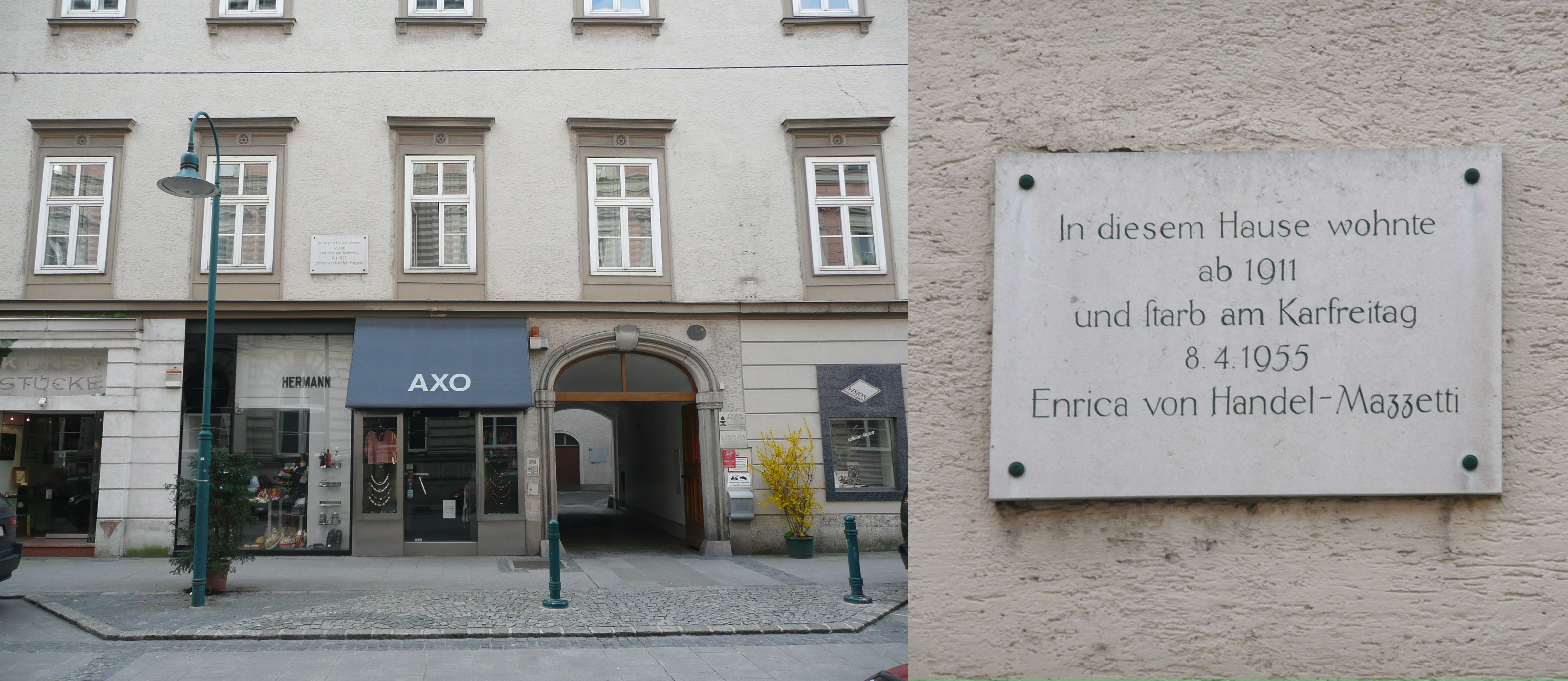
Placa conmemorativa en la casa donde murió Enrica von Handel-Mazzetti. Linz, Spittelwiese.

Además de sus novelas y poesías publicadas, hay una calle principal en Steyr que lleva su nombre desde 1931, y otra calle en Viena que lleva su nombre desde 1981. En 1971, la empresa de correos de Austria emitió un sello postal que conmemoraba los cien año de su nacimiento.